# Villa Antinori del Cigliano

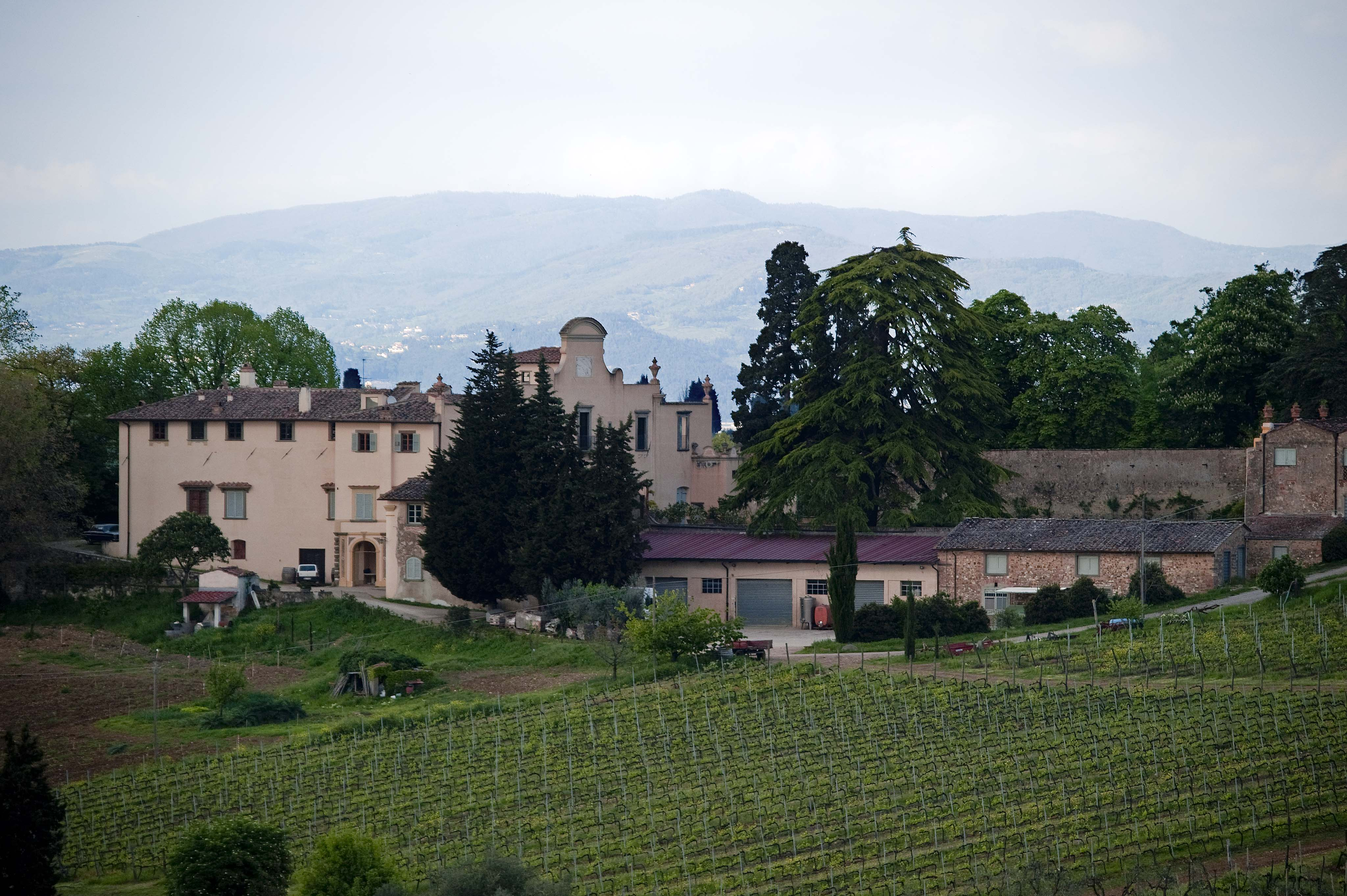
Villa del Cigliano - Panorama

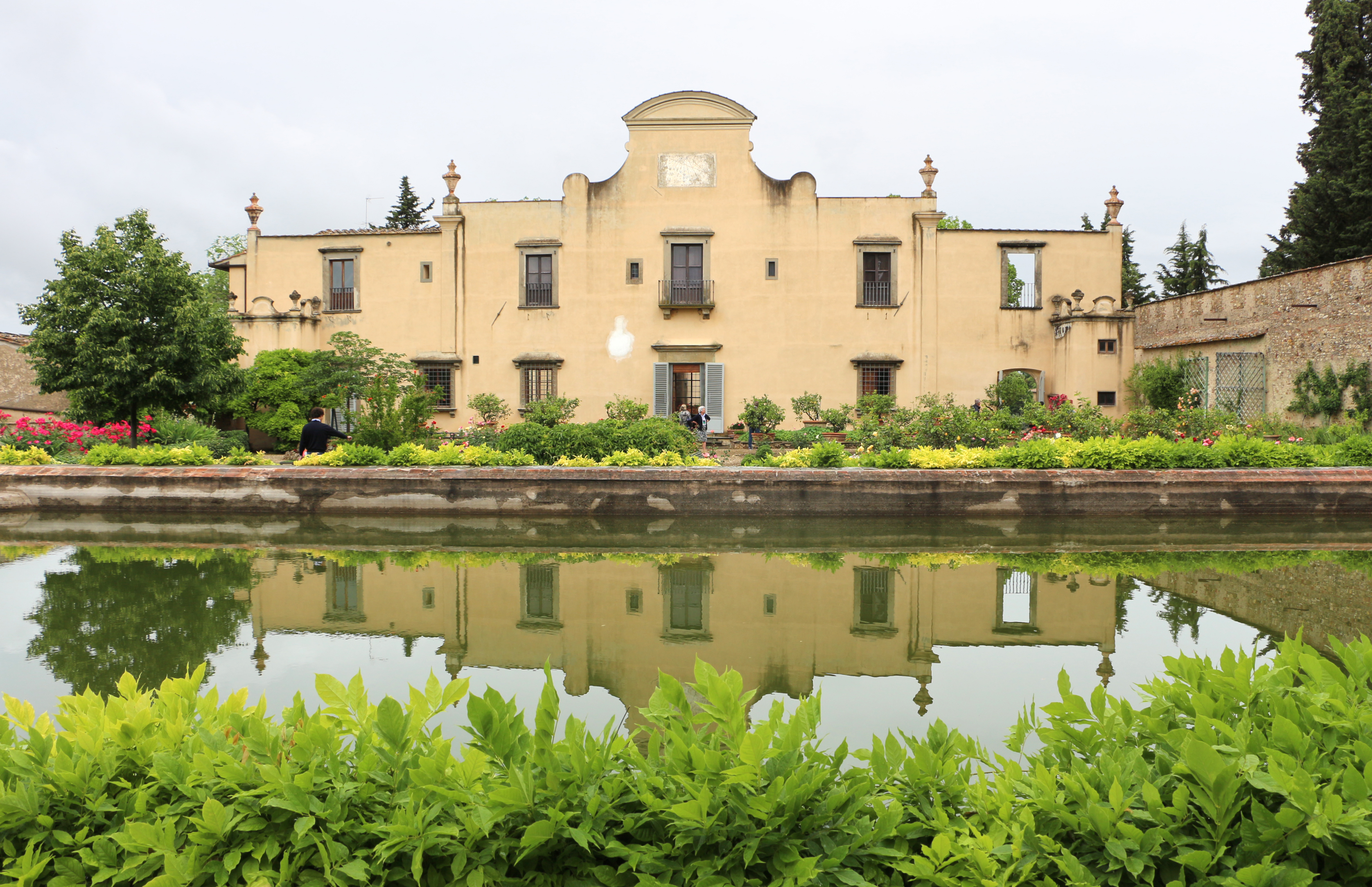
Facciata interna

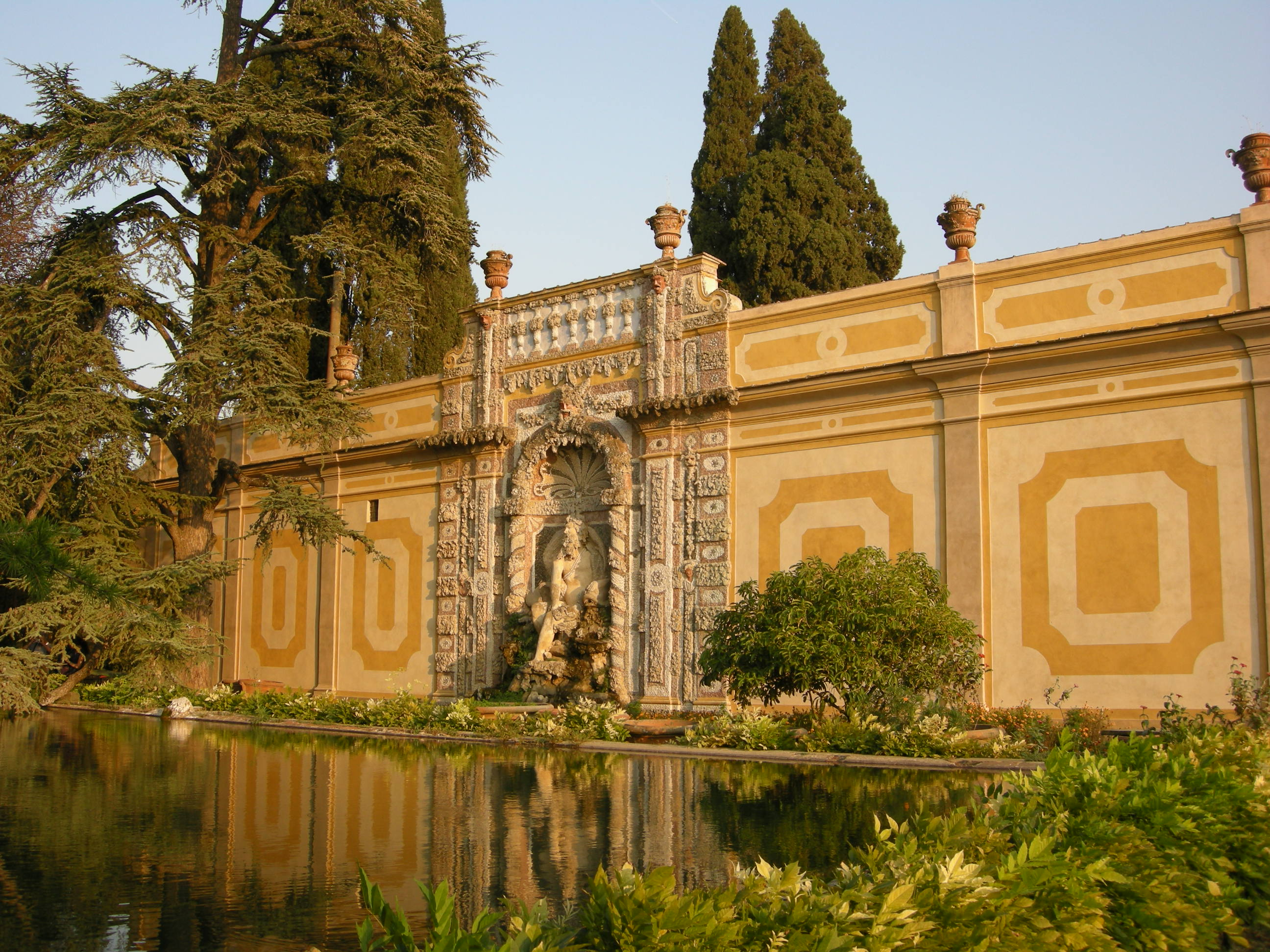
Il bacino e il ninfeo

Villa Antinori del Cigliano è una dimora signorile situata nel comune di San Casciano in Val di Pesa, in via Cigliano 17.
La villa è conosciuta anche come Cigliano di Sotto per distinguerla da una sua omonima posta ad una quota altimetrica più elevata.

## Storia
Alla fine del XIV secolo la famiglia Bondi, iscritta al gonfalone del Lione Nero, possedeva una casa da signore posta in località Cigliano, nei pressi dei possessi della famiglia Bardi.
Alla metà del XV secolo il Cigliano era passato in eredità a Niccolò di Filippo Guidetti, membro di una famiglia che a Firenze possedeva palazzi vicino a quelli dei Guicciardini, il quale in data 8 dicembre 1480 vendé la sua proprietà a Bartolomeo di Agnolo Cinelli (1513), che la rivendé a sua volta, nel 1546, ad Alessandro di Niccolò Antinori. Da allora la villa appartiene ai suoi discendenti.
La villa fu nei secoli una delle più amate dai componenti dell'illustre famiglia fiorentina, che la ingrandirono e ne fecero il centro delle proprie tenute agricole ma soprattutto vinicole. Le grandi cantine risalgono al 1898.

## Architettura

### Esterno
La villa esternamente è circondata, sul lato che prospetta la strada, da una cortina muraria nella quale si apre un portone in cornice di pietra arenaria. La villa ha un impianto a base rettangolare, con il prospetto principale che presenta il portone di ingresso in posizione asimmetrica, mentre la facciata posteriore sul giardino è ingentilita da una frontone realizzato nel XVIII secolo, che si specchia in una grande vasca posta nel giardino.
Il giardino murato, uno dei più belli della Val di Pesa, è racchiuso da mura di diverse altezze che impediscono la vista da chi si trovasse nei campi o da chi percorresse la strada, senza peraltro impedire un affaccio panoramico sulla vallata sottostante. Al centro domina il grande bacino del vivaio d'acqua, costruito nel 1690, che origina scenografici riflessi e funziona da riserva d'acqua nei mesi estivi.
Appoggiato al muro di recinzione della limonaia, vi è un ninfeo a nicchia con lesene e colonne rivestite di pietre spugnose, mosaici di ciottoli e di pezzi di ceramica colorata, che creano un raffinato ed estroso gioco cromatico. Al centro si trova una statua di Nettuno affiancata da un satiro e da un delfino dal quale sgorga l'acqua che, tramite una vasca, va a finire nei condotti ai margini del giardino. Le rocce e i mosaici creano numerosi mascheroni, sul modello del giardino di Boboli e del parco di Villa Demidoff. La costruzione del ninfeo risale agli anni trenta del Settecento, su iniziativa di Vincenzo Antinori, che fece costruire anche la grande limonaia e la loggetta sottostante, con un mascherone e altre decorazioni in pietre spugnose. Tra le piante del giardino murato spiccano due grandi cedri del Libano, le aiuole di alloro e le numerose piante floreali che risalgono alla fine dell'Ottocento.

### Interno
All'interno la villa è organizzata secondo caratteri cinquecenteschi. Massimo esempio è il salone principale coperto a volte unghiate e decorato con un grande camino. Sul cortile principale si apre un loggiato a tre archi a tutto sesto, oggi chiuso con delle vetrate. Sulla parete del loggiato sono posti due tondi in terracotta invetriata attribuiti a Giovanni della Robbia, raffiguranti gli stemmi delle famiglie Antinori e Tornabuoni contornati da festoni di frutta, che ricordano le nozze tra Alessandro Antinori e Giovanna Tornabuoni nel 1513; al centro del cortile è posto un pozzo.

#### Cappella Antinori

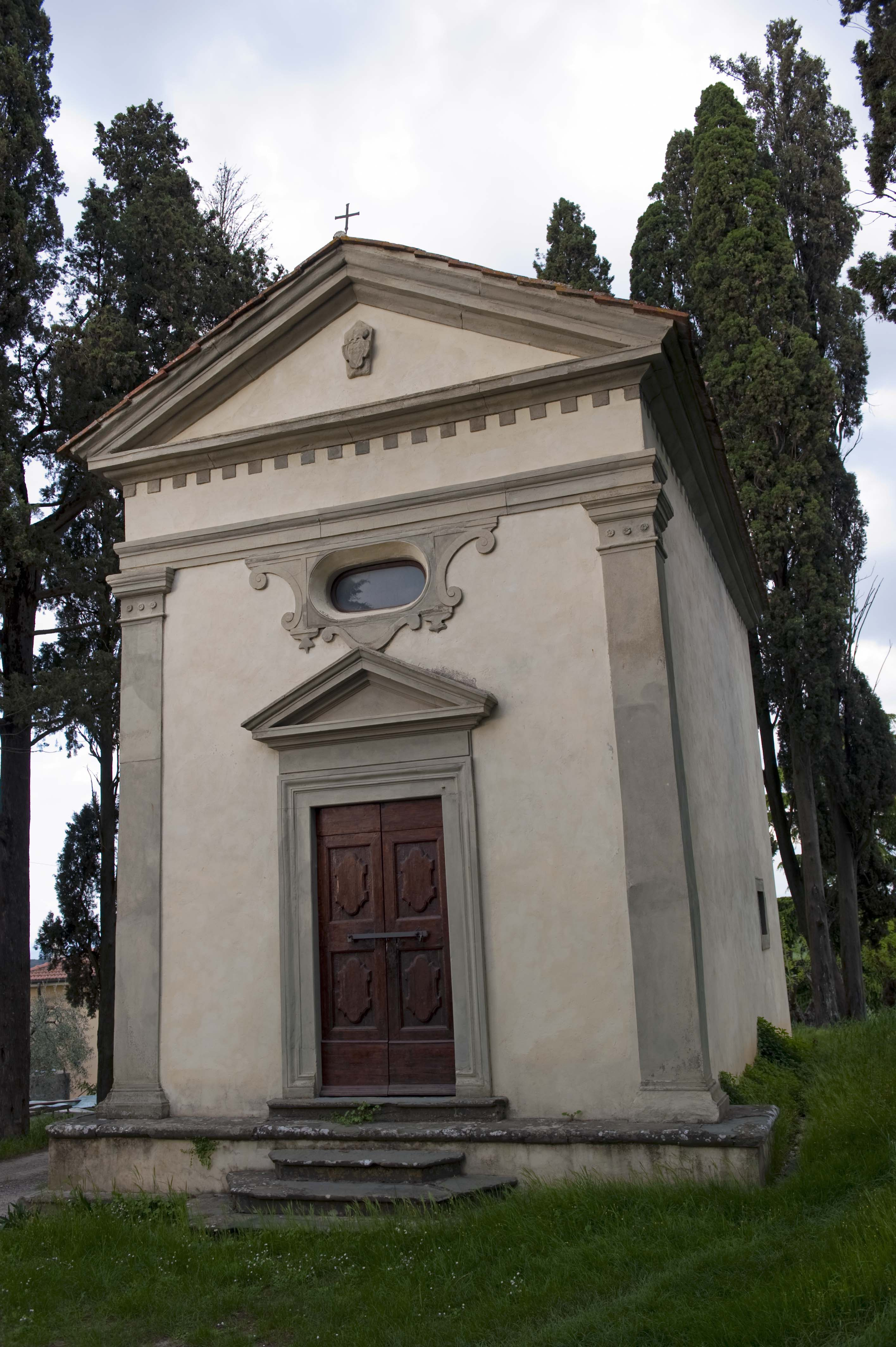
Cappella Antinori

Attorno alla villa si estende un parco all'inglese, con pini, lecci, castagni d'India disposti a filari e uno scenografico viale di cipressi, che porta, a breve distanza, alla cappella.
La Cappella Antinori, realizzata nel XVIII secolo si ispira alla vicina chiesa di Petriolo.